# しほり (女優)
しほり（1982年7月12日 - ）は、日本のモデル、女優。本名、旧芸名、成田 志織（なりた しおり）。
青森県青森市出身。ドリームフォープロモーション所属。身長170cm。B型。星座は蟹座、趣味はスノーボード、ピアノ、映画鑑賞。2003年ミス・ユニバース・ジャパン 第2位。

## 出演

### テレビ
2004年
- 世界一男運のない女Vol.1（TBS系列）

2005年
- Mの悲劇（TBS系列）
- 夜王（TBS系列）
- ボイスレコーダー〜残された声の記録〜ジャンボ機墜落20年目の真実 生存者がいま語る事故の全容（TBS系列）
- 世界一セレブな女Vol.1、2（TBS系列）

2006年
- 花より男子（TBS系列）
- クロサギ（TBS系列）
- 山村美紗サスペンス 京都花の艶殺人事件（テレビ朝日系列、土曜ワイド劇場）
- さくら署の女たち（テレビ朝日系列、土曜ワイド劇場特別企画）
- サイコロまかせ!桃鉄の旅（旅チャンネル）
- ナンバーワンTV（MUSIC ON! TV、金曜日、ネオンBAR宇宙クラゲのバイト）

不明
- 北野タレント名鑑（フジテレビ系列）
- シブスタ（テレビ東京系列）

### 映画
2006年
- 有頂天ホテル

### CM
- 鯨道 #1・3
- 首領の女
- 虜
- ワコール
- キリン生搾り
- 「FineSHAPE」ダイエット商品
- HOYU ビューティーラボ